# Прато Ђардино (Терни)
Прато Ђардино је насеље у Италији у округу Терни, региону Умбрија.
Према процени из 2011. у насељу је живело 22 становника. Насеље се налази на надморској висини од 270 м.